# Kettering Foundation
La fondation Kettering (Kettering Foundation) est une fondation américaine destinée à la recherche et à son organisation politique et économique, créée en 1927 par Charles Franklin Kettering et aujourd’hui basée à Dayton, dans l’Ohio. 

## Activités
Publication
Elle publie des livres et trois périodiques
- Kettering Review, un journal sur « les sujets liés à la démocratie, y compris l'évolution des rôles du citoyen, de la presse, un leadership public, et l'opinion publique ».
- The Higher Education Exchange, une publication annuelle se voulant être un forum sur l'enseignement supérieur destiné aux chercheurs et au grand public.
- Connections, une newsletter annuelle

Recherche
La fondation emploie des chargés de recherche (« research fellows »).
Animation de débats
La fondation organise des forums publics (National Issues Forums) sur la politique afin de répondre à la question : « que faut-il pour que la démocratie fonctionne comme il se doit ? »
Cette Fondation a joué un rôle en matière de politique publique, via par exemple le soutien actif des Conférences Dartmouth

## Gouvernance
L’actuel président de la fondation est depuis 1981F. David Mathews,; avec parmi les membres notables du conseil d’administration Lisle Carter, Jr..